# 17 mars 1938
Le jeudi 17 mars 1938 est le 76e jour de l'année 1938.

## Décès
- Mohamed Salah Jedidi (mort le 17 mars 2014), footballeur tunisien
- Waldemar Blatskauskas (mort le 6 mars 1964), joueur de basket-ball brésilien
- Keith O'Brien (mort le 19 mars 2018), cardinal britannique, archevêque d'Édimbourg de 1985 à 2013
- Jean-Claude Bielitzki (mort le 25 novembre 2022), footballeur français
- Aleksey Kisselyov (mort le 19 juin 2005), boxeur soviétique
- Rudolf Noureev (mort le 6 janvier 1993), danseur soviétique
- Frederick Beunckens (mort le 12 février 2009), peintre belge

## Naissance
- Antonin Lecouteux (né le 30 novembre 1899), premier vice-consul de France à Barcelone
- Jules Mendel (né le 6 mai 1874), acteur américain

## Autres événements
- Bataille de Caspe
- Julian Huxley, John Jackson (astronome) et Frederick Stratten Russell deviennent membre de la Royal Society
- Walter Stucki est nommé ambassadeur de Suisse en France
- Parution de la nouvelle La Statue dans le journal Candide
- Pietro Boetto est nommé archevêque de Gênes
- Lancement du HMS Belfast
- Dissolution des institutions de l'Autriche à la suite de l'Anschluss
- Ultimatum de la Pologne à la Lituanie le 17 mars 1938